# Jaka Malus
Jaka Malus, slovenski rokometaš, * 15. junij 1996
Jaka igra rokomet na položaju srednjega ali levega zunanjega igralca. 

## Igralna kariera

### Klub
Trenutno je član kluba HC Meshkov Brest iz Belorusije.

### Reprezentanca

#### Kadeti
Leta 2014 je bil v postavi slovenske kadetske reprezentance, ki je na Olimpijskih igrah za mlade na kitajskem osvojila zlato medaljo. V finalni tekmi je za zmago proti Egiptu prispeval šest zadetkov in je bil tretji strelec ekipe za Jancem in Margučem. Poleg tega je bil tudi zastavonoša celotne slovenske ekipe na uvodni prireditvi ob odprtju iger. 

#### Mladinci
Leta 2015 je bil v postavi mladinske selekcije Slovenije v starostni skupini do 19 let, ki je na Svetovnem prvenstvu v Rusiji osvojila drugo mesto in domov odnesel srebrno medaljo. Na finalni tekmi proti Franciji je dosegel pet zadetkov.